# Црква Вазнесења Христовог у Омарској
Црква брвнара Вазнесења Господњег налази се у месту Омарска (Погрмушића Гај) насељу удаљеном 20 километара од Приједора, у Републици Српској, БиХ.